# Scleria pilosissima
Scleria pilosissima là loài thực vật có hoa trong họ Cói. Loài này được Britton miêu tả khoa học đầu tiên năm 1915.